# Atelopus nepiozomus
Atelopus nepiozomus es una especie de anfibios de la familia Bufonidae. Es endémica de Ecuador.
Su hábitat natural incluye praderas tropicales o subtropicales a gran altitud y ríos. Está amenazada de extinción por la pérdida de su hábitat natural.